# Comarche del Regno di Sicilia
Le comarche del Regno di Sicilia, istituite durante il vicereame spagnolo, furono delle circoscrizioni amministrative in cui fu suddiviso il territorio siciliano dal 1583 fino al 1812. Inizialmente quarantadue, poi, quarantaquattro, le comarche avevano per capoluogo le città demaniali della Sicilia, dalle quali dipendevano le città feudali rientranti nella giurisdizione di ciascuna circoscrizione.

## Istituzione

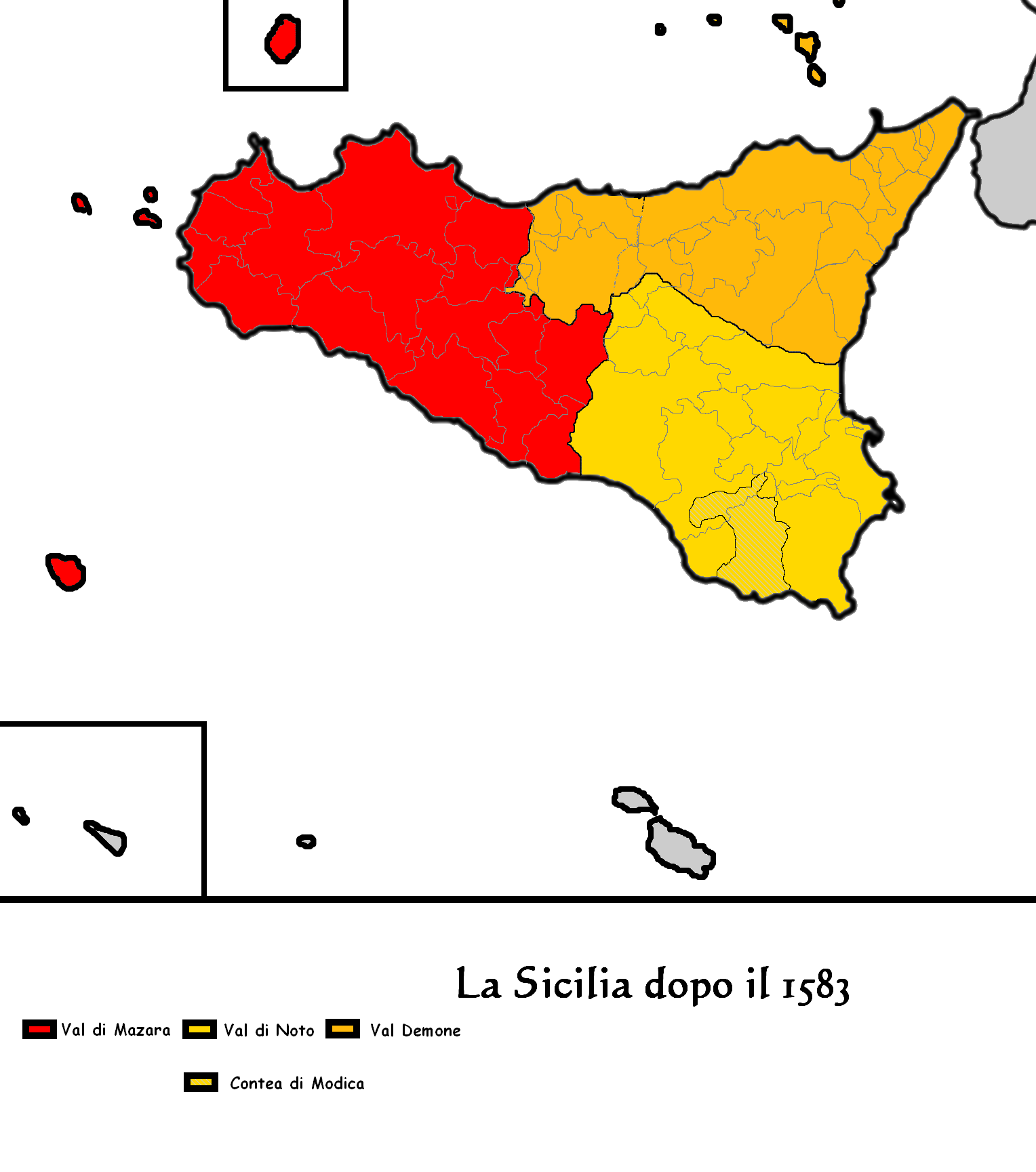
Suddivisione in valli e comarche

Alla fine del XVI secolo, la suddivisione amministrativa del territorio del Regno di Sicilia fu riorganizzata: con la prammatica del 13 aprile 1583, infatti, l'allora viceré di Sicilia, Marcantonio Colonna, decretò l'istituzione delle comarche.
L'istituzione di tali nuove unità amministrative non comportò la soppressione dei valli, ma funzioni e finalità delle antiche circoscrizioni sono oggetto di dibattito. Secondo alcuni autori, l'introduzione delle comarche comportò una organizzazione del regno su due livelli amministrativi: il primo livello era rappresentato dai valli, il secondo livello era rappresentato dalle comarche. Altri autori sostengono, invece, che le comarche fecero perdere qualsiasi valore amministrativo ai valli, i quali finirono per diventare pure espressioni geografiche. Prova di tale ipotesi sarebbe da ricercare anche nella non corrispondenza dei confini dei valli con quelli delle comarche, che erano sovrapponibili solo in alcuni punti e che generarono casi quali quello della comarca di Polizzi, posta a cavallo tra i valli di Mazara e Demone. Singolare è anche il caso della Contea di Modica, un "vero stato nello stato": come per i valli, anche i confini della contea non si sovrapposero a quelli delle comarche di cui essa stessa faceva parte. Il grosso della contea, infatti, fu incluso nella comarca di Noto, mentre la parte settentrionale di essa fu inclusa nella comarca di Caltagirone. La Contea di Modica mantenne funzioni amministrative autonome fino al 1702; per di più, nei sette anni di dominazione sabauda, la Contea non fece parte dei domini di Casa Savoia, ma costituì, di fatto, una enclave spagnola nel territorio sabaudo.

## Territorio e giurisdizione

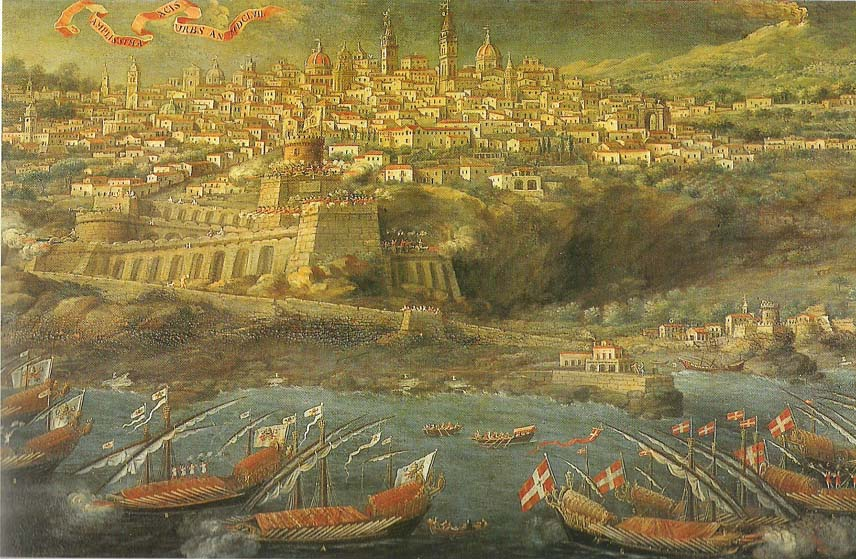
Amplissima Acis Urbs, G. Platania, 1657

La definizione del territorio delle circoscrizioni e l'istituto stesso della comarca furono originati a partire dalla peculiare distinzione tra le due differenti tipologie di centri urbani presenti sull'isola: le città feudali e le città demaniali. Queste ultime erano centri facenti parte del "Braccio demaniale del Parlamento siciliano", mentre le prime erano città rientranti a far parte dei territori concessi in feudo alle signorie locali. Con le comarche, i centri feudali e i loro circondari venivano raggruppati intorno alle città demaniali, che assumevano il ruolo di capocomarca. Il centro amministrativo di ciascuna comarca, dunque, era sempre una città demaniale, alla quale "facevano nominalmente capo tutte le città feudali ricadenti nella loro giurisdizione". In sostanza, queste circoscrizioni territoriali erano costituite sul presupposto che il capoluogo dovesse essere necessariamente una città demaniale, alla quale erano subordinate alcune città feudali.

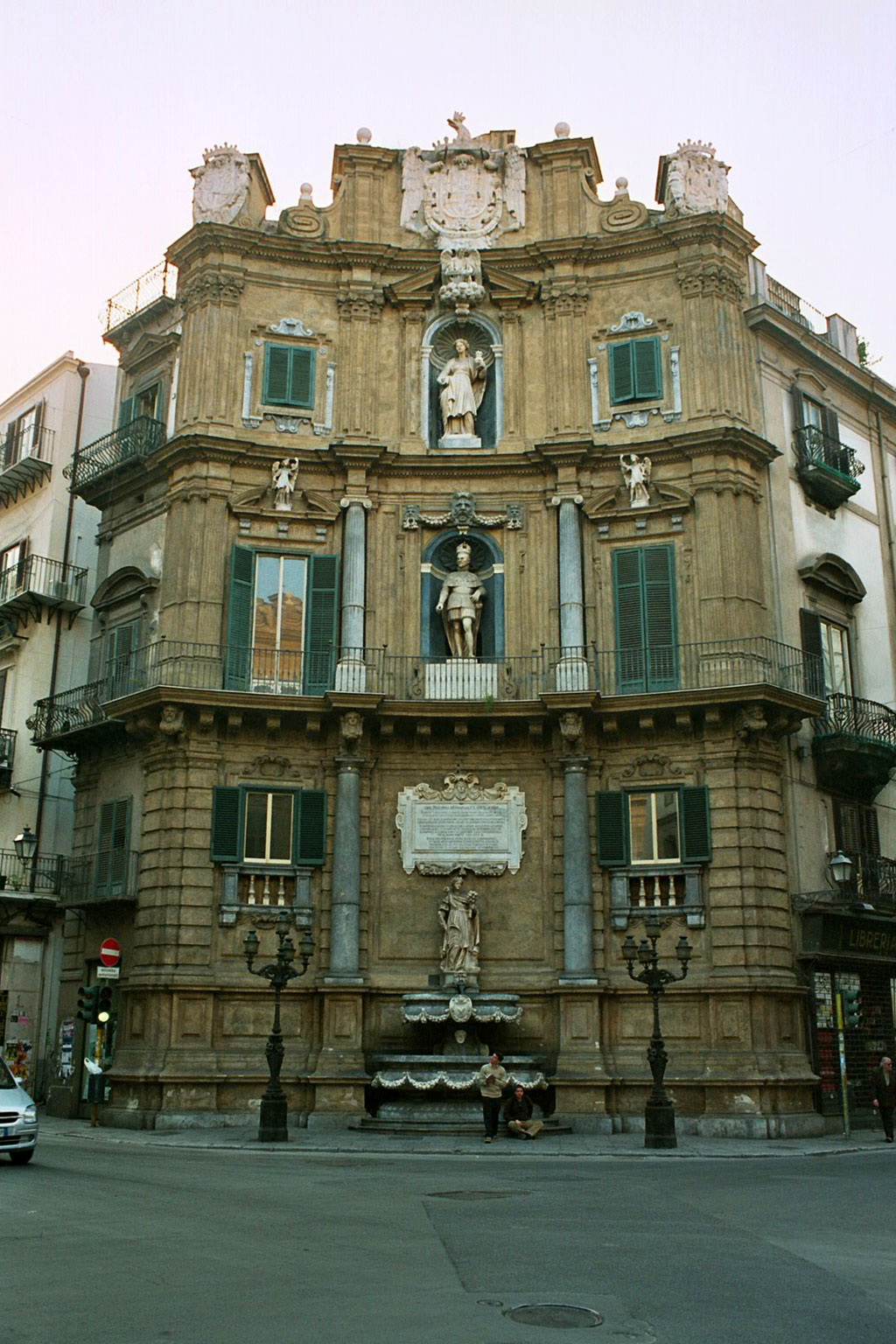
Quattro Canti (Palermo)

L'adozione di tale criterio e la distribuzione non uniforme delle città demaniali sull'isola ebbero come conseguenza una ripartizione del territorio "decisamente disomogenea":
(Luigi Santagati)
Conseguì, inoltre, che alcune città demaniali, nella costituzione della comarca, ebbero assegnato un vasto territorio, mentre alcune altre finirono per formare comarca a sé: in altre parole, dieci città demaniali non avevano alcun altro centro urbano che rientrasse nella loro giurisdizione.

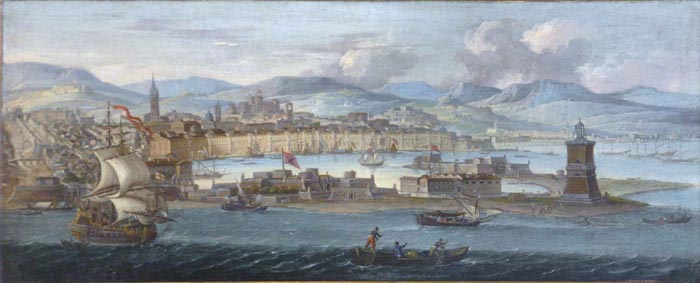
Messina, visibile la Palazzata di Simone Gullì

In origine, la suddivisione della Sicilia in comarche fu stabilita dall'amministrazione spagnola fissando il numero delle stesse in quarantadue, ovvero tante quante erano le città demaniali. Nel corso dei secoli, i confini delle comarche subirono alcuni adattamenti. Un rilevante intervento si ebbe nel XVII secolo, quando, due città, Carlentini e Pozzo di Gotto, pur non essendo parte del Braccio demaniale del Parlamento, divennero demaniali: di conseguenza furono istituite due nuove comarche. Altre due importanti variazioni territoriali, ancora, furono quelle conseguenti all'elevazione delle città di Casteltermini e Villafranca a capocomarca. Nel 1720, con l'inizio del vicereame austriaco, il numero totale delle circoscrizioni ammontava a quarantasei.
- Comarca di Aci d'Aquila (o Acireale)
- Comarca di Alicata
- Comarca di Agosta
- Comarca di Calascibetta
- Comarca di Caltagirone
- Comarca di Carlentini
- Comarca di Casteltermini
- Comarca di Castrogiovanni
- Comarca di Castronovo
- Comarca di Castroreale
- Comarca di Catania
- Comarca di Cefalù
- Comarca di Corleone
- Comarca di Girgenti
- Comarca di Lentini
- Comarca di Linguagrossa
- Comarca di Marsala
- Comarca di Mazara
- Comarca di Messina
- Comarca di Milazzo
- Comarca di Mineo
- Comarca di Mistretta
- Comarca di Monte San Giuliano
- Comarca di Palermo
- Comarca di Naro
- Comarca di Nicosia (o Nicoxia)
- Comarca di Noto
- Comarca di Patti
- Comarca di Piazza
- Comarca di Polizzi
- Comarca di Pozzo di Gotto
- Comarca di Rametta
- Comarca di Randazzo
- Comarca di Salemi
- Comarca di San Filippo d'Argirò
- Comarca di Santa Lucia
- Comarca di Sciacca (o Xiacca)
- Comarca di Siracusa
- Comarca di Sutera
- Comarca di Taormina
- Comarca di Termini
- Comarca di Tortorici
- Comarca di Troina
- Comarca di Trapani
- Comarca di Villafranca
- Comarca di Vizzini

Le quarantasei comarche, dunque, ebbero per capoluoghi le odierne città di Acireale, Licata, Augusta, Calascibetta, Caltagirone, Carlentini, Enna, Casteltermini, Castronovo di Sicilia, Castroreale, Catania, Cefalù, Corleone, Agrigento, Lentini, Linguaglossa, Marsala, Mazara del Vallo, Messina, Milazzo, Mineo, Mistretta, Erice, Palermo, Naro, Nicosia, Noto, Patti, Piazza Armerina, Polizzi Generosa, Barcellona Pozzo di Gotto, Rometta, Randazzo, Salemi, Agira, Santa Lucia del Mela, Sciacca, Siracusa, Sutera, Taormina, Termini Imerese, Tortorici, Troina, Trapani, Villafranca Tirrena e Vizzini.

## Valli e comarche

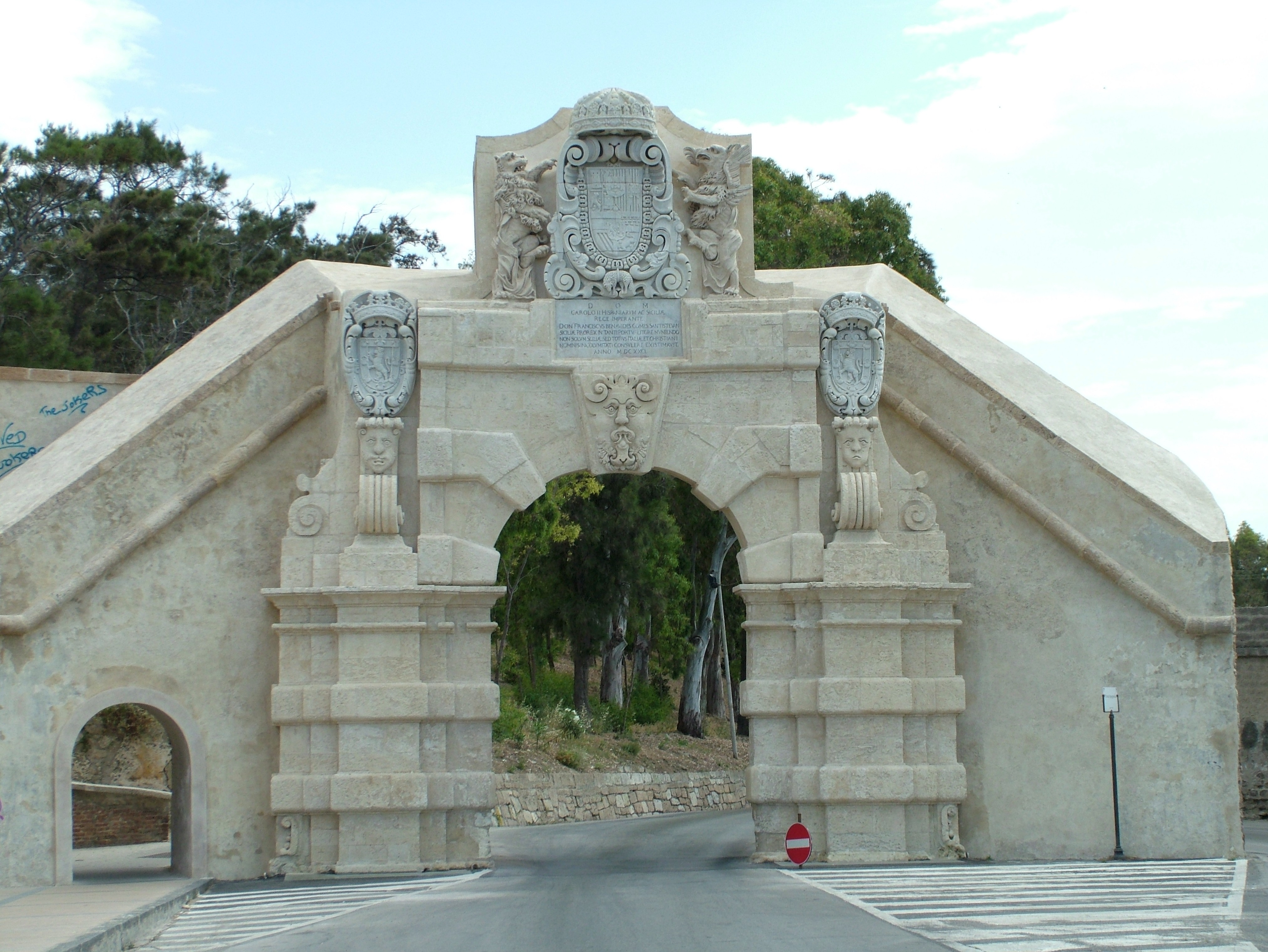
Porta Spagnola, Augusta

La non sovrapponibilità dei confini di valli e comarche fa sì che alcune di esse non rientrino in un unico vallo, ma abbiano il proprio territorio esteso su due o tre valli. Nel Vallo di Mazara, possono essere incluse le comarche di Palermo, Salemi, Trapani, Monte San Giuliano, Marsala, Mazara, Sciacca, Girgenti, Naro, Castronovo, Sutera e Coniglione e in parte le comarche di Polizzi, Termini, Cefalù, Nicoxia, Calascibetta, Castrogiovanni, Piazza e Alicata. Al Val Demone, sono associabili le comarche di Messina, Mistretta, Tortorici, Pozzo di Gotto, Patti, Milazzo, Castroreale, Santa Lucia, Rametta, Taormina, Randazzo, Jaci Aquilea e Trahina e in parte le comarche di Polizzi, Termini, Cefalù, Nicoxia, San Filippo e Catania. Infine, possono essere incluse nel Val di Noto le comarche di Caltagirone, Mineo, Vizzini, Lentini, Carlentini, Noto, Siracusa, Augusta e Linguaglossa, in gran parte le comarche di Castrogiovanni e Piazza e solo in parte le comarche di San Filippo, Catania, Calascibetta e Nicoxia.

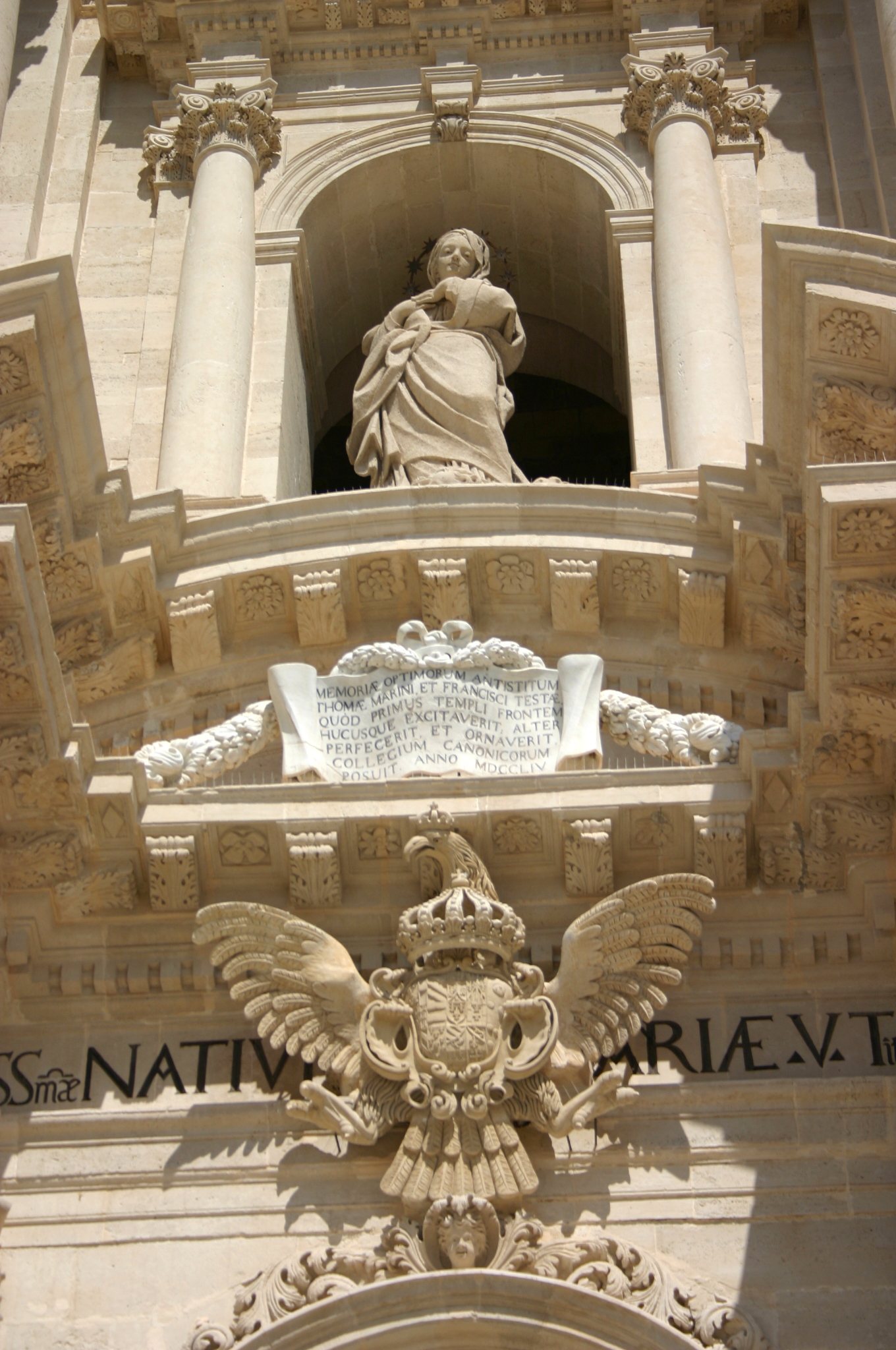
Particolare della facciata del Duomo di Siracusa

## Funzioni amministrative
La funzione primaria delle comarche era connessa all'amministrazione fiscale, il capoluogo di ciascuna di esse, infatti, era la sede del secreto, ovvero del funzionario regio che sovraintendeva alla riscossione dei tributi. Tra le funzioni dell'ufficio di tale figura vi era, oltre la riscossione dei tributi, anche il censimento della popolazione della comarca: in base ai censimenti, infatti, avveniva la distribuzione del carico fiscale sugli abitanti della circoscrizione stessa.

## Soppressione delle comarche
L'organizzazione del territorio in comarche restò in essere sino alla riforma amministrativa borbonica avviata con la Costituzione siciliana del 1812, che suddivise l'isola in distretti, e conclusa con le disposizioni normative del 1817, che raggrupparono i distretti in sette province.